# Campionati del mondo di duathlon long distance del 2011
I Campionati del mondo di duathlon long distance del 2011  (XIII edizione) si sono tenuti a Zofingen, Svizzera in data 4 settembre 2011.
La gara maschile è stata vinta  - per la terza volta dopo le edizioni del 2007 e 2008 - dal belga Joerie Vansteelant, mentre quella femminile dalla neozelandese Melanie Burke.

## Risultati

### Élite uomini
| Pos. | Atleta               | Paese       | Corsa   | Bici    | Corsa   | Totale  |
| ---- | -------------------- | ----------- | ------- | ------- | ------- | ------- |
|      | Joerie Vansteelant   | Belgio      | 0:31:11 | 3:41:56 | 1:51:55 | 6:07:15 |
|      | Thibaut Humbert      | Francia     | 0:31:11 | 3:51:53 | 1:51:44 | 6:16:58 |
|      | Andreas Sutz         | Svizzera    | 0:31:10 | 3:51:45 | 1:53:14 | 6:18:28 |
| 4    | Soren Bystrup        | Danimarca   | 0:31:10 | 3:55:03 | 1:58:51 | 6:27:17 |
| 5    | Anthony Le Duey      | Francia     | 0:31:09 | 3:53:33 | 2:01:02 | 6:27:50 |
| 6    | Matt Moorhouse       | Regno Unito | 0:32:09 | 3:57:26 | 1:56:32 | 6:29:48 |
| 7    | Peter Bech           | Danimarca   | 0:31:56 | 3:57:43 | 1:58:13 | 6:30:15 |
| 8    | Marc Widmer          | Svizzera    | 0:31:56 | 3:57:32 | 2:04:49 | 6:36:53 |
| 9    | Stefan Wrzaczek      | Austria     | 0:32:20 | 3:57:31 | 2:05:00 | 6:37:27 |
| 10   | Josh Beck            | Stati Uniti | 0:32:22 | 3:58:52 | 2:03:44 | 6:38:58 |
| 11   | Jochen Neyrinck      | Belgio      | 0:32:14 | 4:00:36 | 2:05:28 | 6:40:42 |
| 12   | Oliver Mott          | Regno Unito | 0:32:44 | 4:00:04 | 2:07:38 | 6:42:58 |
| 13   | Michael Wetzel       | Germania    | 0:32:54 | 4:02:51 | 2:06:00 | 6:44:24 |
| 14   | Pascal Schuler       | Francia     | 0:32:11 | 4:06:35 | 2:04:00 | 6:45:30 |
| 15   | Esben Kaczmarek      | Danimarca   | 0:33:41 | 4:10:33 | 1:59:05 | 6:45:54 |
| 16   | Ryan Rau             | Stati Uniti | 0:32:23 | 4:10:43 | 2:01:02 | 6:46:53 |
| 17   | David Vaughan        | Irlanda     | 0:32:23 | 4:10:45 | 2:02:13 | 6:47:47 |
| 18   | Kenneth Poulsen      | Danimarca   | 0:32:26 | 4:00:06 | 2:17:29 | 6:52:49 |
| 19   | Lukas Baumann        | Svizzera    | 0:33:41 | 4:09:27 | 2:08:56 | 6:54:26 |
| 20   | Raimond van der Boom | Paesi Bassi | 0:33:09 | 4:19:18 | 2:03:32 | 6:58:47 |
| 21   | Grigoris Skoularikis | Grecia      | 0:33:00 | 4:14:32 | 2:08:05 | 6:59:25 |
| 22   | Finn Kaczmarek       | Danimarca   | 0:32:23 | 4:12:23 | 2:13:52 | 7:01:11 |
| 23   | Laurent Martinou     | Francia     | 0:33:57 | 4:15:11 | 2:10:49 | 7:02:55 |
| 24   | Alex Lamberix        | Paesi Bassi | 0:35:48 | 4:18:03 | 2:13:45 | 7:10:27 |
| 25   | Aksel Nielsen        | Danimarca   | 0:31:56 | 4:43:17 | 2:05:17 | 7:23:45 |
| 26   | Abdullah Shahrom     | Malaysia    | 0:35:49 | 4:20:49 | 2:40:01 | 7:39:43 |
| 27   | Paulo Goncalves      | Lussemburgo | 0:34:31 | 4:29:09 | 2:34:56 | 7:41:42 |
| 28   | Maciej Kurka         | Stati Uniti | 0:38:36 | 4:36:02 | 2:36:11 | 7:54:33 |

### Élite donne
| Pos. | Atleta               | Paese         | Corsa    | Bici     | Corsa    | Totale   |
| ---- | -------------------- | ------------- | -------- | -------- | -------- | -------- |
|      | Melanie Burke        | Nuova Zelanda | 00:36:09 | 04:23:11 | 02:09:24 | 07:11:43 |
|      | Eva Nyström          | Svezia        | 00:36:13 | 04:27:38 | 02:08:36 | 07:15:10 |
|      | Erika Csomor         | Ungheria      | 00:36:14 | 04:32:27 | 02:11:03 | 07:22:42 |
| 4    | May Kerstens         | Paesi Bassi   | 00:36:10 | 04:35:57 | 02:12:46 | 07:27:26 |
| 5    | Ulrike Schwalbe      | Germania      | 00:37:18 | 04:31:30 | 02:27:00 | 07:38:41 |
| 6    | Jacqueline Uebelhart | Svizzera      | 00:39:09 | 04:36:14 | 02:26:10 | 07:45:00 |
| 7    | Katrin Esefeld       | Germania      | 00:39:09 | 04:45:18 | 02:17:57 | 07:45:19 |
| 8    | Maja Jacober         | Svizzera      | nd       | nd       | nd       | nd       |
| 9    | Michelle Parsons     | Regno Unito   | 00:39:07 | 04:50:45 | 02:32:06 | 08:05:37 |
| 10   | Jessica Jarz         | Austria       | 00:39:55 | 05:00:32 | 02:22:01 | 08:05:49 |
| 11   | Kristina Lapinova    | Slovacchia    | 00:37:50 | 05:06:12 | 02:35:12 | 08:21:52 |